# Valley Creek (Jocko River)
Der Valley Creek ist ein Fluss im Sanders County im Westen des US-Bundesstaates Montana. 
Er entspringt direkt außerhalb der östlichen Grenze des Lolo National Forest. Er fließt anfangs in östliche und nordöstliche Richtung und schwenkt nach einiger Zeit nach Norden. Er mündet etwa fünf Kilometer südlich von Ravelli am Highway 93 in den Jocko River.
Die Flussregion ist bei Anglern wegen ihres hohen Bestandes an Stierforellen (Salvelinus confluentus) beliebt.